# Ian Ziering
Pour les articles homonymes, voir Ziering.
Ian Ziering est un acteur américain né le 30 mars 1964 à Newark (New Jersey).
Il accède à une importante notoriété grâce aux rôles de Steve Sanders dans la série télévisée Beverly Hills 90210 (1990-2000) et de Fin Shepard dans la série de téléfilms Sharknado (2013-2018).

## Biographie
Il est le plus jeune de trois fils, ses frères se prénomment Jeff et Barry. À l'âge de 12 ans, il commence à faire quelques publicités à la radio et à la télévision.
En 1976, il obtient un rôle dans une comédie musicale à Broadway : il joue John dans Peter Pan, un des enfants que Peter Pan emmène au pays imaginaire.
Il débute au cinéma en 1981, dans Un amour infini, aux côtés de Brooke Shields, dont il interprète le frère cadet.
Il interprète le rôle de Steve Sanders, il est  jeune homme riche, sauvageon,  impertinent et populaire dans la série Beverly Hills 90210 de 1990 à 2000. Après la fin de la série, on le retrouve en guest-star dans plusieurs séries comme Ce que j'aime chez toi et JAG entre autres. Par ailleurs, l’acteur commence une carrière dans le doublage : ainsi, il prête sa voix à plusieurs personnages dans des jeux vidéo et des dessins-animés à succès tels que Les Motards de l'espace (1993-1996), Mighty Ducks (1996-1997) ou encore Godzilla, la série (1998-2001).
Il est divorcé de Nikki Schieler-Ziering, qu'il avait épousée en juillet 1997. Ian a demandé le divorce en février 2002, citant des différends irréconciliables.
En 2007, il participe à la quatrième saison de l'émission de télé-réalité, Dancing with the Stars, au côté notamment de Billy Ray Cyrus. Quelques mois plus tard, son ancienne collègue de Beverly Hills 90210, Jennie Garth y participera également.
Le 3 février 2010, Ziering a annoncé ses fiançailles avec l'infirmière Erin Ludwig. Le couple s'est marié lors d'une cérémonie à Newport Beach, le 28 mai 2010. Le 31 octobre 2010, il a été annoncé que lui et son épouse Erin attendaient une petite fille. Le 25 avril 2011, Erin a donné naissance à une petite fille nommée Mia Loren Ziering d'après la défunte mère de Ian, Mickie. Le 25 avril 2013, Ian est devenu papa pour la seconde fois d'une petite Penna Mae.
En 2013, l'acteur devient strip-teaseur en se produisant dans un show extrêmement populaire à Las Vegas. Il succède ainsi à Joey Lawrence, qui lui aussi a retiré ses vêtements pour ce spectacle. La même année, Ian tourne dans un téléfilm à petit budget nommé Sharknado produit par SyFy. Avec un scénario faible et des effets spéciaux ridicules, le téléfilm fait le « buzz ». Un second opus est tourné, et il se déroule cette fois à New York. Il tourne par la suite dans Sharknado 3 en 2015 (qui fait encore le buzz) qui se déroule à Washington et Orlando accompagné d'une pléiade de stars US comme le héros de Malcolm Frankie Muniz, David Hasselhoff, Bo Derek, Tara Reid... Sharknado 4 en 2016, puis Sharknado 5 diffusé en 2017 (avec Dolph Lundgren), et Sharknado 6 diffusé en 2018 (avec Tori Spelling).
En 2019, il obtient un rôle récurrent dans la série à succès de Dc Comics Swamp Thing, diffusée exclusivement sur la nouvelle plateforme de streaming DC Universe.
La même année, il est à l'affiche du film Malibu Rescue de Netflix, ainsi que la série dérivée du même nom, diffusée elle aussi sur cette plateforme.
Le 31 octobre 2019, il annonce son divorce d'Erin Ludwig sur les réseaux sociaux.
Ian Ziering vit à Los Angeles, Californie.

## Filmographie

### Courts-métrages
- 2005 : Six Months Later : Michael
- 2006 : Man vs. Monday : Dan Smith
- 2009 : Step Seven : Richard Miller / Frère Abraham

### Longs-métrages
- 1981 : Un amour infini (Endless Love) : Sammy Butterfield
- 1995 : FBI, un homme à abattre (No Way Back) : Victor Serlano
- 1995 : Savate: Cain Parker
- 1997 : Mighty Ducks, le film (Mighty Ducks the Movie: The First Face-Off) : Wildwing  Flashblade (voix)
- 2005 : Domino : Lui-même
- 2006 : Stripped Down : Francis
- 2012 : Crazy Dad (That's My Boy) : Donny Berger (version TV)
- 2013 : Snake and Mongoose : Keith Black
- 2017 : F*&% the Prom : Ken Reede
- 2019 : Malibu Rescue : Garvin Cross

### Téléfilms
- 1988 : ABC Afterschool Specials : Terrible Things My Mother Told Me : Randy Forrester
- 1990 : CBS Schoolbreak Special : Flour Babies : Donnie
- 1995 : Un joli petit coin de paradis  (The Women of Spring Break) : George Peck
- 1996 : Subliminal Seduction : Darrin Danver
- 2007 : Aztec Rex (Tyrannosaurus Azteca) : Hernán Cortés
- 2008 : Tempête de lave (Lava Storm) : John Wilson
- 2009 : De l'espoir pour Noël (The Christmas Hope) : Nathan Andrews
- 2010 : Prêt à tout (Elopement) : David Drummond
- 2011 : 301 - la Légende de Superplus Maximus (The Legend of Awesomest Maximus) : Testicules
- 2012 : Graine de championne (An American Girl: McKenna Shoots for the Stars) : Mr. Brooks
- 2013 : Sharknado : Finley « Fin » Shepard
- 2014 : Sharknado 2 (Sharknado 2: The Second One) : Finley « Fin » Shepard
- 2014 : Noël au Soleil (Christmas in Palm Springs) (TV) : Teddy
- 2015 : Sharknado 3 (Sharknado 3: Oh Hell No!) : Finley « Fin » Shepard
- 2015 : Lavalantula (TV) : Finley « Fin » Shepard
- 2016 : Sharknado 4 (Sharknado: The 4th Awakens) : Finley « Fin » Shepard
- 2017 : Sharknado 5 (Sharknado 5: Global Swarming) : Finley « Fin » Shepard
- 2018 : Sharknado 6 (Sharknado 6: The Last Sharknado, It's About Time) : Finley « Fin » Shepard
- 2019 : Zombie Tidal Wave : Hunter Shaw

### Télévision

#### Séries télévisées
- 1981 - 1982 : The Doctors (en) : Erich Aldrich
- 1987 - 1988 : Haine et Passion (The Guilding Light) : Cameron Stewart
- 1990 : Mariés, deux enfants (Married… with Children) : Un jeune (saison 5, épisode 4)
- 1990 - 2000 : Beverly Hills 90210 : Steve Sanders (rôle principal - saisons 1 à 10)
- 1992 : Parker Lewis ne perd jamais (Parker Lewis Can't Lose) : Lui-même (saison 2, épisode 22)
- 1992 : Melrose Place : Steve Sanders (saison 1, épisodes 1 à 3)
- 1998 : V.I.P : Peter Dexter (saison 1, épisode 3)
- 1999 : La Croisière s'amuse, nouvelle vague (The Love Boat : The Next Wave) : Joshua Krumb (saison 2, épisode 9)
- 2000 : Destins croisés (Twice in a Lifetime) : Dr Steven Weaver / Lance Kensington (saison 2, épisode 15)
- 2001 : Inside Schwartz (en) : Parker (saison 1, épisode 4)
- 2001 : JAG : Capt. William Shepard (saison 7, épisode 7)
- 2002 : Ce que j'aime chez toi (What I Like About You) : Paul Cody (saison 1, épisode 8)
- 2002 : Son of the Beach : Harry Johnson (saison 3, épisodes 12 à 14)
- 2007 : Side Order of Life (en) : Brian Fowler (saison 1, épisodes 10 à 12)
- 2010 : Les Experts : Manhattan (CSI : NY) : Thom Weir (saison 6, épisode 17)
- 2011 : Happily Divorced : Robert[11] (saison 1, épisode 5)
- 2015 : Defiance : Conrad Von Bach (saison 3, épisode 7)
- 2016 : The Muppets : Lui-même (saison 1, épisode 12)
- 2018 : Les Thunderman : Ian (saison 4, épisode 27)
- 2019 : Swamp Thing : Daniel Cassidy / Blue Devil (rôle récurrent - 7 épisodes)
- 2019 : Malibu Rescue : Gavin Cross (saison 1, épisodes 1, 2, 3 et 6)
- 2019 : Beverly Hills : BH90210 : Lui-même / Steve Sanders (rôle principal - 6 épisodes)
- 2020 : The Order : Lui-même (saison 2, épisode 8)

### Séries d'animation
- 1993 : Les Motards de l'espace (Biker Mice from Mars) : Vinnie (voix - 65 épisodes)
- 1996 - 1997 : Mighty Ducks : Wildwing Flashblade (voix - 24 épisodes)
- 1998 - 2001 : Godzilla, la série (Godzilla: The Series) : Nick Tatopoulos (voix - 40 épisodes)
- 1999 : Batman, la relève : Le Film (Batman Beyond: The Movie) (Téléfilm) : Mason Forrest (voix)
- 2003 : Spider-Man : Les Nouvelles Aventures (Spider-Man: The New Animated Series) : Harry Osborn (voix)
- 2006 - 2007 : Les Motards de l'espace (Biker Mice from Mars) : Vinnie (voix)
- 2007 : Drawn Together : Chase Huffington (voix - saison 3, épisode 11)

## Voix francophones
En France, Alexandre Gillet et Christophe Seugnet sont les voix régulières de Ian Ziering. Auparavant, Lionel Melet a été sa première voix régulière.